# Electricity (canção de Silk City e Dua Lipa)
"Electricity" é uma canção do projeto musical americano-britânico Silk City e da cantora inglesa Dua Lipa. Foi lançado pela Columbia Records e Sony Music em 6 de setembro de 2018. No refrão, a canção conta com vocais alterados da cantora britânica deixando a música completamente eletrizante. A canção está presente na reedição do primeiro álbum de estúdio de Lipa, Dua Lipa: Complete Edition (2018).A música foi premiada na categoria Melhor Gravação Dance no 61st Grammy Awards.

## Vídeo Musical
O vídeo da música estreou na conta do YouTube de Ronson em 5 de setembro de 2018. Dirigido por Bradley & Pablo, o visual contém referências ao Apagão nos Estados Unidos e Canadá em 2003 enquanto Lipa dança em um armazém abandonado. Ronson e Diplo também aparecem no vídeo em um elevador quebrado.

## Apresentações ao vivo
Lipa cantou a música no iHeart Radio Music Festival em 28 de setembro de 2018. Ela também cantou a música junto com "One Kiss" no American Music Awards de 2018.

## Desempenho
"Electricity" entrou nas tabelas em vários países, com base em downloads digitais e números de streaming. Ela estreou no top 100 nos Estados Unidos e França, posteriormente chegando ao número 62 na Billboard Hot 100. A música atingiu o topo da parada Dance Club Songs se tornando a 6º música de Dua e a primeira música da dupla a atingir o topo da parada. No Reino Unido a música atingiu a 4ª posição no Official Charts Company se tornando o 6º single Top 10 da cantora e o primeiro do duo Silk City.

## Conquistas
| Ano  | Premiação     | Prêmio               | Resultado | Ref.   |
| ---- | ------------- | -------------------- | --------- | ------ |
| 2019 | Grammy Awards | Best Dance Recording | Venceu    | [ 11 ] |

## Créditos

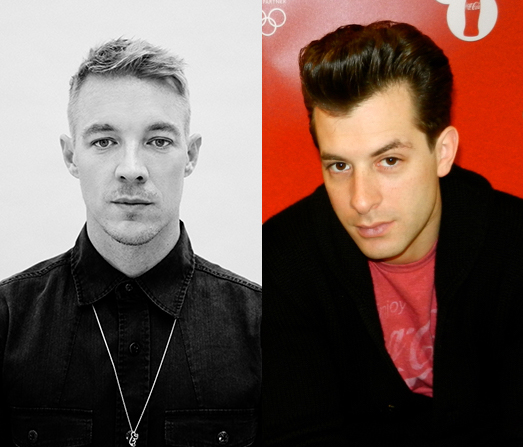
Diplo e Mark Ronson da dupla Silk City

Créditos adaptados do encarte do álbum Dua Lipa: Complete Edition.
Gravação
- Gravado em Zelig West (Los Angeles, Califórnia) e Lazer Sound ( Beachwood Canyon , Califórnia)
- Mixado no Henson Studios (Los Angeles, Califórnia)
- Masterizado na Sterling Sound (Nova York, Nova York)

Técnico
- Dua Lipa - vocais
- Silk City - produção

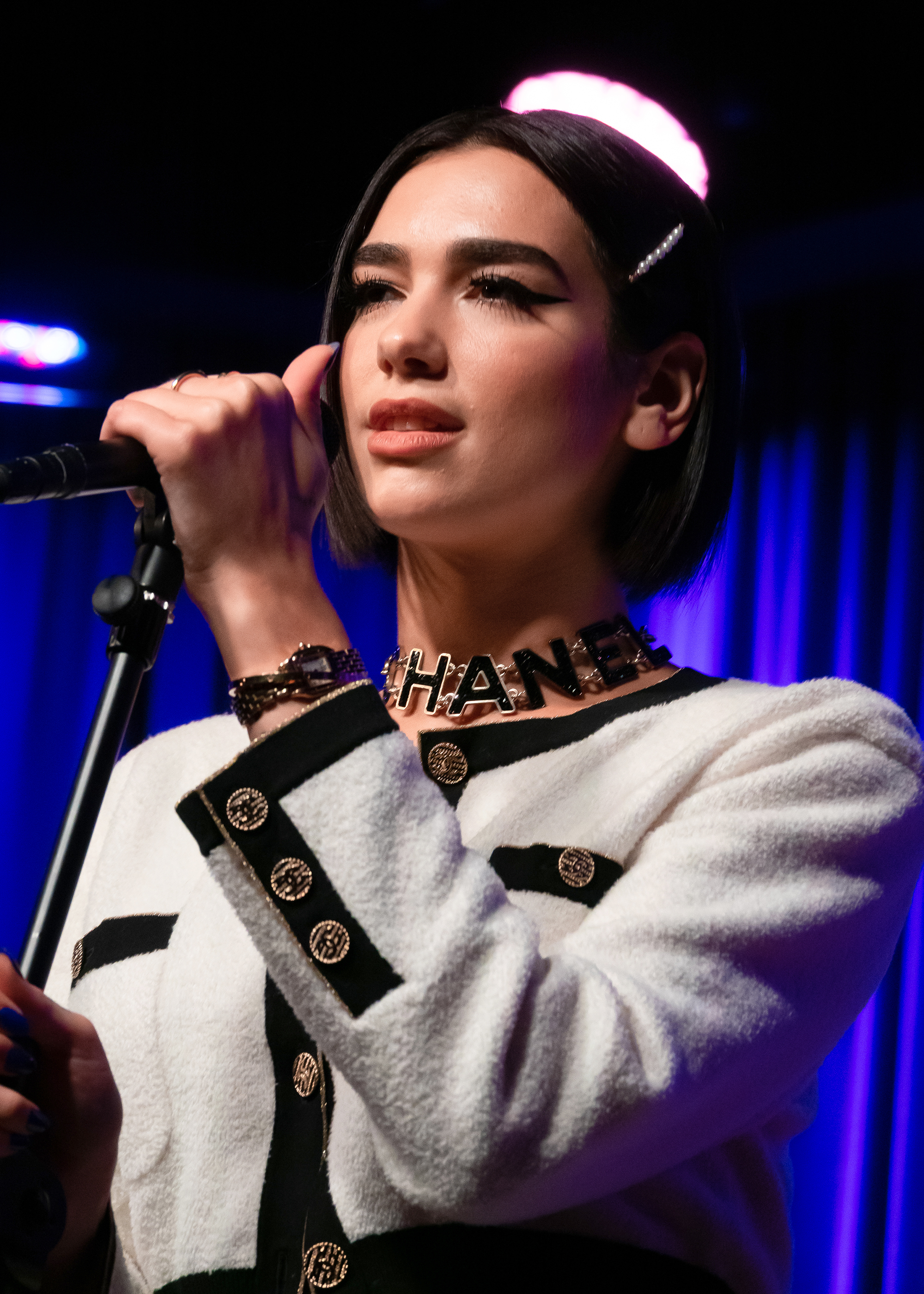
Dua Lipa vocalista da música

- The Picard Brothers - produção adicional
- Jarami - produção adicional
- Riton - produção adicional
- Alex Metric - produção adicional
- Jr Blender - produção adicional, instrumentação, programação
- Josh Gudwin - mixagem
- Hunter Jackson - assistência de mixagem

- Thomas Wesley Pentz - instrumentação, programação
- Mark Ronson - instrumentação, programação
- Maxime Picard - instrumentação, programação
- Clément Picard - instrumentação, programação

- Jacob Olofsson - instrumentação, programação
- Rami Dawod - programação
- Chris Gehringer - masterização
- Will Quinnell - assistente de masterização

## Faixas
| Download digital |               |         |  |
| N.º              | Título        | Duração |  |
| 1.               | "Electricity" | 3:58    |  |

| Download digital (Versão acústica) |                                  |         |  |
| N.º                                | Título                           | Duração |  |
| 1.                                 | "Electricity (acoustic version)" | 4:13    |  |

| Download digital (The Black Madonna Remix) |                                         |         |  |
| N.º                                        | Título                                  | Duração |  |
| 1.                                         | "Electricity - The Black Madonna Remix" | 4:58    |  |

| Download digital (Ten Ven Remix) |                               |         |  |
| N.º                              | Título                        | Duração |  |
| 1.                               | "Electricity - Ten Ven Remix" | 4:22    |  |

| Download digital (MK Remix) |                          |         |  |
| N.º                         | Título                   | Duração |  |
| 1.                          | "Electricity - MK Remix" | 5:45    |  |

| Download digital (Alex Metric Remix) |                                   |         |  |
| N.º                                  | Título                            | Duração |  |
| 1.                                   | "Electricity - Alex Metric Remix" | 6:20    |  |